# Las aventuras de Jackie Chan
Las aventuras de Jackie Chan es una serie animada de televisión estadounidense que narra las aventuras de una versión ficticia de la estrella de cine de acción, Jackie Chan.
Muchos de los episodios contienen referencias a trabajos reales de Chan. Esta serie se emitió en Kids 'WB! desde el 9 de septiembre de 2000 hasta el 8 de julio de 2005 con un total de 95 episodios, o 5 temporadas. Durante su emisión, también fue trasmitida en Cartoon Network y luego llegaron sus repeticiones a canales de Disney. Desde principios de 2006, MBC 3 ha estado al aire y desde su lanzamiento se ha estado transmitiendo una traducción Tamil en Chutti TV. También se emite por aire en Cartoon Network en Urdu. Ha habido varios juguetes y videojuegos basados en la serie. Su diseñador principal es Jeff Matsuda y Si-Jack

## Personajes principales

#### Jackie Chan
Es un arqueólogo y experto en artes marciales que trabaja con tiempo compartido en la organización "La sección 13".

#### Jade
Es la sobrina de Jackie, que viene de Hong Kong y que lo acompaña. Es aventurera e impulsiva, por lo que a ella le encanta entrar en acción.

#### Tío
Es el viejo tío de Jackie que posee una tienda de antigüedades. También se caracteriza por ser un buen hechicero Chi. En la serie no se menciona su nombre sino que se le nombra simplemente como "Tío".

## Aliados

#### El Equipo J
Un grupo de aliados formados por Jade para combatir a los villanos, está conformado usualmente por:
- Tohru: Es un luchador de sumo japonés. En la primera temporada aparece como un criminal, pero al final de la primera temporada aparece como aprendiz del Tío y permanece con los Chan hasta el final de la serie.
- El Toro: Es un luchador mexicano.  Tiene un elevado sentido del honor y la justicia, y tiene como muletilla el decir que "El Toro Fuerte jamás se quita su máscara".  Está siempre acompañado por Paco, su más fiel admirador.
- Viper: Una exladrona cuyo mayor anhelo era robar una joya llamada "El Puma Rosa", luego se redime al encontrarse con Jackie y Jade y se une al equipo J.  Es muy astuta y escurridiza.
- Paco: Es un niño mexicano quien es el más grande fan de El Toro.  Siempre discute con Jade sobre si el Toro es mejor que Jackie, lo que genera en una pelea de niños.

#### Capitán Black
Es el líder de la organización espía "La sección 13" y un viejo amigo de Jackie.

## Villanos

#### Shendu
Shendu o Shen-Doo es un poderoso hechicero en forma de un demoníaco dragón antropomórfico  quien es además el principal antagonista de la serie.  El poderoso dragón es el menor de sus hermanos y domina el elemento fuego.  De alguna manera escapó solo del bajo mundo gobernando para sí China durante diez mil años, provocando un reinado de oscuridad y terror, hasta que fue sellado por el hechicero chi Lo Pei, transformándolo en roca y dividiendo sus inmensos poderes en 12 talismanes.  algunos miles de años después fue encontrado por la mano del mal, en su forma de roca ofreciéndole a Valmont, su líder; el tesoro perdido de Shin-Shi-Wa (que consistía en una cantidad descomunal de oro) que se encontraba en su extinto palacio, a cambio de que este consiguiera para los 12 talismanes que le otorgarían su libertad y forma original.  
Una vez libre, este traicionó a Valmont y no le dio el tesoro y procedió a retomar su castillo en la actual Hong Kong e intentar liberar a su ejército de dragones malignos, hasta que fue detenido por Jackie y Jade, quienes destruyeron su forma física.
Destruido su cuerpo, Shendu retorno en su forma de espíritu al vacío abisal, donde fue torturado por sus hermanos demonios por haber gobernado China para si solo por diez mil años y no haberlos liberado; así que dándole una nueva oportunidad utilizan sus poderes para permitirle salir al reino de la tierra y tomar el cuerpo de un humano (Jackie Chan) que le permita abrir los portales de vacío abisal para que sus hermanos puedan salir, eso si, colocando un sello mágico para que Shendú esté unido al cuerpo de dicho humano hasta que cumpla su misión, para asegurarse de que esté no los vuelva a traicionar.  Sin embargo, para mala suerte del demonio, este poseyo el cuerpo de Valmont, en vez del cuerpo de Chan, por lo que tuvo que abrir los portales demoniacos con la asistencia de la mano del mal.   Finalmente, Shendu y todos sus hermanos fueron derrotados y enviados al vacío abisal uno a uno por Jackie y sus amigos.  
Viéndose nuevamente acorralado por sus hermanos, Shendu les suplica por una última oportunidad para regresar a la Tierra, esta vez poseyendo efectivamente a Jackie Chan y alterando "El libro de las épocas" donde la historia se registra mágicamente, cambiando así los hechos donde el y sus 7 hermanos demoniacos gobiernan toda Asia.  Gracias a que Jade conservo un trozo de la página alterada por Shendu, sus recuerdos no fueron alterados así que ella reunió al equipo J y después de derrotar a los hermanos dragones demoniacos, restablecieron la historia.
Después de un tiempo Shendu fue contactado por Daolon Wong, un poderoso hechicero oscuro con quien llegó a un trato que consistía hacer renacer al dragón en la tierra mediante una potente magia oscura y este a cambio le
daría el poder de la combustión, que al no existir más el talismán del dragón, debí ser poseído a un noble dragón, en este caso Shendu.  Sin embargo, Shendu traicionó a Wong y tomó los poderes que tenían los animales para sí mismo, siendo detenido nuevamente por Jackie Chan, y el tío quien conjuró el mismo hechizo con el que Lo Pei encerró a Shendu en su forma de piedra, hace miles de años.
Irónicamente, Shendu fue revivido por el mismo Jackie y sus amigos cuando Drago, su hijo se había hecho de sus poderes y de los de todos los hechiceros dragones, para que ambos se destruyan mutuamente.  Sin embargo, cuando Shendu iba perdiendo la batalla, el tío y el recientemente graduado hechicero Tohru, enviaron a ambos al vacío abisal, donde pelearon por el resto de la eternidad.

#### La Mano del Mal
Son una organización criminal que se dedica a realizar actos delictivos a sueldo, sus miembros han variado a lo largo de la serie, y han servido de secuaces de casi todos los antagonistas, sus miembros, además de Tohru quien desertó después de la primera temporada; son:
- Valmont: Es el jefe de la mano del mal durante la primera y segunda temporada, es alto, de tez morena, cabello largo y rubio y viste un terno verde.  Es un criminal y traficante de tesoros internacional que cuenta con una vasta cantidad de recursos a su disposición.  Durante la primera temporada buscó los talismanes por encargo de un petrificado Shendú, ayudando a la resurrección de este, para ser finalmente traicionado por hechicero demonio.  En la segunda temporada Valmont es poseído accidentalmente por Shendú quién lo forza a ir en búsqueda de los portales para liberar a los hechiceros demonios, perdiendo el control de su cuerpo a ratos.  En el último capítulo es visto completamente en quiebra y arruinado.
- Finn: Es un asalariado de la mano del mal.  Su aspecto es de un hombre pelirrojo, con estatura mediana, nariz aguileñaa y viste un terno blanco.  Es algo presumido pero cuando la situación se torna difícil es el primero en huir.
- Chow: Es otro asalariado de la mano del mal.  Es un hombre pequeño y delgado que siempre usa unas gafas naranjas.  Es el tipo bromista del grupo.
- Ratso: Es otro asalariado de la mano del mal.  Viste un terno negro con corbata.  Es el más torpe de los tres, haciendo comentarios fuera de lugar y generando muchas situaciones de comedia.
- Hak-Foo: Es el último asalariado de la mano del mal.  A diferencia del resto, Hak Foo tiene una imponente apariencia con una melena roja.  Es un tipo disciplinado y malhumorado, experto en Kung-Fu, quien sirvió de reemplazo de Tohru, cuando este se hizo bueno.

#### Hechiceros Demonio
Son unos poderosos dragones antropomórficos, quienes tienen un dominio superior sobre la magia oscura, cada hechicero representaba un elemento de la naturaleza.  Gobernaron la tierra hace 10000 años, sin embargo; fueron sellados por 8 hechiceros chi denominados "los inmortales", quienes se cansaron de su tiranía y crearon la caja Pan-Ku para abrir los portales y encerrarlos en el bajo mundo demoníaco.
Además de Shendu, existen otros 7 hechiceros demonios que son sus hermanos:
- Tso-Lan: Es el mayor de los hechiceros demonios y su elemento es la Luna.  Su apariencia es de un espectro muy alto y delgado con piel pálida, y una lengua larga, además viste un traje rojo y azul de hechicero.  Es el más fuerte después de Shendú con los talismanes y tiene un total dominio sobre la gravedad, lo que le ayuda a proyectar energía, levitar y controlar de sus adversarios.  Su debilidad es la flor de loto, la cual crece a la luz de la luna.
- Hsi-Wu: Es el segundo de sus hermanos, siendo el demonio del cielo.  Su apariencia es la de un murciélago con rasgos demoníacos, y es algo más pequeño que una persona.  A pesar de ser uno de los hechiceros mayores, Hsi-Wu es el más débil de sus hermanos, hecho que se comprobó cuando su hermana Po-Kong lo aplastó fácilmente con su mano, cuando ya no lo necesitaba para que le rasque su espalda.  Detesta el sonido de la flauta traversa, puesto que este instrumento es su debilidad.
- Dai-Gui: Es el tercero de sus hermanos y el más monstruoso en apariencia. Controla el elemento tierra, pasando la mayor parte de su tiempo excavando túneles. Es el demonio físicamente más poderoso después de Po-Kong. Detesta las flores, cuya belleza contrasta con su pantagruélico aspecto, después se descubrió que estas eran su debilidad.
- Tchang-Zu: Es el cuarto hermano demonio, cuyo elemento es el rayo. Se dice que es el más fuerte de sus hermanos después de Shendú con los talismanes y Tso Lan.  Es de aspecto muy poderoso, siendo el segundo más grande después de Po-Kong, con una piel azul eléctrico y una armadura.  Es muy egocéntrico y de mal carácter, su debilidad son las castañuelas.
- Bai-Tza: Es la primera hechicera demonio femenina y la quinta de sus hermanos.  Al ser su elemento el agua tiene la apariencia que recuerda mucho a Medusa de la mitología griega, con la diferencia de que su piel es azul claro, teniendo tentáculos en su cabeza y un rostro de demonio. Su cuerpo aparentemente es líquido y se reconstruye por sí solo cuando es destruido; por su naturaleza prefiere los lugares cubiertos por agua como océanos o lagos. Es la más astuta y sádica de sus hermanos, y no le importa ir contra ellos o utilizarlos como lo hizo con Shendú cuando este la liberara.  Su debilidad es una papaya hawayana.
- Xiao-Fung: Es el sexto de sus hermanos y su elemento es el viento.  Su apariencia es la de un sapo gigante de tez pálida y una enorme boca de la cual sopla vientos extremadamente fuertes. Es un amante del caos y le gusta causar mucha destrucción con sus huracanados vientos.  Su debilidad es el abanico, que recuerda al bashosen del folclor chino, ya que sopla vientos en contra de los suyos.
- Po-Kong: Es la menor de sus hermanos, siendo únicamente mayor que Shendú, su elemento es la montaña.  Tiene la apariencia de un enorme monstruo verde con un mawashi japonés, labios rojos y carnosos y colmillos de demonio, es además la más grande de sus hermanos, superando por mucho el tamaño de todos.  Se caracteriza por tener un apetito voraz, devorando todo lo que esté a su alcance, su bocadillo favorito son los seres humanos.  Su debilidad es el tambor, el cual debe ser tocado tres veces.

#### Daolon Wong
Es un anciano hechicero chi maligno, antagonista de la tercera temporada.  Su apariencia es la de un nigromante con heterocromía, con una túnica negra y un pequeño cetro de madera con el que realiza sus conjuros.  Es un experto en la magia oscura que era custodiado por 3 guerreros chi con párpados invertidos.  Su némesis es el tío, a quien odia por ser alumno del maestro Fong, al que Wong asesinó hace mucho tiempo.  Su rivalidad se ve reflejada en combates mágicos como cuando este selló a sus guerreros chi, y Wong tuvo que usar a los chicos de la mano del mal como sus nuevos secuaces.  En la tercera temporada destruye los talismanes, y su poder es transmitido a 11 animales nobles y a Shendú, por ser un dragón, sin embargo fue traicionado por este y finalmente derrotado por el tío.  
Una vez apresado en la sección 13, intento invocar al líder de la sombra Khan, Tarakudo, para que este lo liberase; sin embargo este también lo traicionó, y se llevó a los muchachos de la mano del mal, para liberar a todos sus generales Oni.

#### La Sombra Khan
Es un ejército de fantasmas oscuros divididos en 9 tribus y liderados por 9 generales Oni; apareciendo una de estas "Los Ninja Kahn" en las primeras tres temporadas como secuaces de Shendu y Daolon Wong.  Esta facción maligna tiene mayor relevancia durante la cuarta temporada, donde son los antagonistas principales, apareciendo todas sus tribus y generales.
El rey y maestro de toda la Sombra Khan es Tarakudo, quien fue liberado accidentalmente por Daolon Wong, y su segundo general al mando es Ikazuki, líder de la tribu "Sumo Kahn"
Cuenta la leyenda japonesa de los Oni que combinando a todos los ejércitos de la Sombra de Khan, se puede sumergir completamente al mundo en la oscuridad; por lo que fueron encerrados en 10 máscaras diferentes por parte de los samuráis del Japón Feudal, separandolas en diferentes lugares ya que por alguna razón si se las juntaba en un solo lugar, estas se destruirian.  Sin embargo, Tarakudo quien por alguna razón fue liberado antes que el resto de generales Oni, escondió su máscara en el reino de la sombra, para que ningún humano pueda encontrarla.
Estos generales fueron derrotados uno a uno por Jackie y sus amigos; pero cometieron el error de reunir las máscaras en un solo lugar de la sección 13, provocando la destrucción de estas máscaras y liberando a los generales Oni.
Todos los generales Oni y toda la Sombra Khan fue derrotada en una batalla final contra Tarakudo, quien fue aprisionado junto a todo su ejército en su máscara por parte de Jade.

#### La pandilla de Ice
Son 3 jóvenes delincuentes y artistas marciales, que se unen a Drago quien les dio un poco del chi de Shendú en la última temporada; reemplazando en el argumento de la serie a la Mano del Mal.  Sus miembros son:
- Strikemaster Ice: Un adolescente ex repartidor de pizza, que decidió hacer un viaje hacia un monasterio, donde aprendió artes marciales.  Es el líder de facto de la pandilla, es bravucón  y altanero al punto de desafiar al propio Drago en ocasiones, aunque a veces es víctima de acoso escolar por parte de sus compañeros y por Jade.
- DJ Fist: Otro miembro de la pandilla.  Es el más callado de los tres, muestra mucha destreza en las artes marciales y en la mecánica como cuando construyó junto a MC cobra un submarino para Drago.
- MC Cobra: Es el tercer miembro de la pandilla.  Es el más inteligente y hablador de los tres, siendo un gran artista marcial y mecánico como su compañero DJ Fist.

#### Drago
Es el hijo de Shendu, y por tanto un hechicero demonio.  Es el antagonista de la quinta y última temporada, y su ambición es adquirir los poderes de todos sus tíos para así poder dominar la Tierra.
En el futuro, Drago es el más buscado por la sección 13, siendo el némesis de Jade.
En el último episodio este completa su ambición y se vuelve invencible, obligando al Equipo J a invocar a Shendu, su padre con quien se lleva muy mal, para que ambos se derroten entre sí, quedando encerrados en el vacío abisal para siempre.

## Episodios
La serie se compone por un total de 5 temporadas.

## Reparto
| Personaje     | Actor Original (EE. UU.)               | Actor de voz (Hispanoamérica)                  | Actor de voz (España) |
| ------------- | -------------------------------------- | ---------------------------------------------- | --------------------- |
| Jackie Chan   | James Sie                              | Juan Alfonso Carralero                         | Juan Antonio Arroyo   |
| Jade Chan     | Stacie Chan                            | Ana Lucía Ramos                                | Mar Bordallo          |
| Tío           | Sab Shimono                            | Martín Soto                                    | Ramón Reparaz         |
| Tohru         | Noah Nelson                            | Gabriel Pingarrón Sergio Castillo (alg. caps.) | Luis Marín            |
| Capitán Black | Clancy Brown                           | Octavio Rojas Raúl Anaya (alg. caps.)          | Antonio García Moral  |
| Valmont       | Julian Sands Andrew Ableson Greg Ellis | Arturo Mercado                                 | David García Vázquez  |
| Hak Foo       | John Di Maggio                         | Leonardo Garcia                                | Juan Luis Rovira      |
| Finn          | Adam Baldwin                           | Roberto Mendiola                               | Miguel Ayones         |
| Chow          | James Sie                              | Rafael Quijano                                 | Miguel Ángel Varela   |
| Ratso         | Clancy Brown                           | César Soto                                     | Miguel Ángel Godó     |
| Viper         | Susan Eisenberg                        | Rebeca Manrique                                | Laura Palacios        |
| El Toro       | Miguel Sandoval                        | Miguel Ángel Gligizza                          | David García Vázquez  |
| Paco          | Franco Vélez                           | Gabriel Ramos Villalpando                      | Blanca Rada           |
| Shendú        | James Sie                              | Raúl de la Fuente                              | Alfredo Cernuda       |
| Daolon Wong   | James Hong                             | Leonardo García                                | Julio Nuñez           |
| Tarakudo      | Miguel Ferrer                          | Enrique Mederos                                | Jorge Saudinós        |
| Drago         | Michael Rosenbaum                      | Arturo Mercado Jr.                             | Miguel Ayones         |

## Talismanes
Los talismanes son artefactos mágicos basados en el Zodiaco Chino, hay 12 de ellos y cada uno de ellos otorga un poder especial a su poseedor.
A continuación los talismanes ordenados en orden zodiacal:
- Rata: Poder de la reanimación. "Movimiento a lo estático". Le da vida a objetos inanimados. Cuando Shendu estaba bajo el hechizo de Lo Pei, se necesitaba este talismán para mantener su forma viviente, si los talismanes fueran usados para liberarlo de la forma de estatua. Encontrado en la parte delantera de una linterna china antigua. Séptimo talismán encontrado
- Toro o Buey: Poder de superfuerza. Encontrado por Jackie en la máscara del Toro Fuerte. En el episodio "The Amazing T-Troop", aumentó el tamaño de los músculos de Jade, pero el poseedor siempre es mucho más fuerte de lo que parece. Segundo talismán en ser encontrado y le da tanta fuerza que puede golpear a dragones gigantes como casa oun Buy sus golpes lo suficientemente fuertes para partir una punta de una montaña tan grande como un pequeño edificio en dos.
- Tigre: Poder del balance. Cuando se rompe, también divide las mitades positivas y negativas del poseedor (Yin y Yang) en dos seres separados, cada uno con la mitad del talismán. También puede ser utilizado para encontrar la "otra mitad" de un objeto roto. Los dos seres separados se reúnen cuando se reúna el talismán roto. Fue encontrado dentro de un pastel. Decimosegundo y último talismán encontrado
- Conejo o Liebre: Poder y habilidad de la Super velocidad. Se encontró atrapado en la caparazón de una tortuga en el Pacífico. Cuarto talismán en ser encontrado dándole velocidades cercanas a la del sonido.
- Dragón: Poder de la combustión. Permite que sea descargada energía explosiva del talismán. Valmont lo fusionó en su mano. Encontrado en una cueva volcánica. Sexto talismán en ser encontrado.
- Serpiente: Poder de la invisibilidad. Se encontró en el techo de una cámara secreta de una cueva de serpiente, cerca del río Amazonas y posteriormente donado a un museo de Nueva York. Tercer talismán en ser encontrado.
- Caballo: Poder de curación/renovación. "El caballo de un noble caballero" puede "expulsar a todas las fuerzas extrañas del interior," cura al poseedor de la enfermedad que padece (cuerpos extraños), puede también sanar lesiones físicas, reparar objetos rotos y aliviar de inmediato el dolor físico y la desorientación. Encontrado dentro de una estructura en la cima de una montaña sin nombre. Octavo talismán en ser encontrado
- Oveja o Cabra: Poder de la proyección astral, o la capacidad para expulsar el alma del cuerpo y que esta vague como un espíritu invisible capaz de entrar en los sueños de una persona. Primero fue encontrado en una caja en un tren de carga. Quinto talismán en ser encontrado.
- Mono: Poder de la transformación, cambia de forma física del poseedor o a otros en diferentes animales apuntándolo y nombrando el animal que él quiera (el poseedor puede transformarse y usarlo en sí mismo). Encontrado por Jade en el fondo del mar en el piso de tierra junto a una isla volcánica. Noveno talismán encontrado.
- Gallo: Poder de levitación. El poseedor de este talismán tiene el poder de levitar en el aire, la combinación de este talismán con el talismán del conejo permitirá a la persona lograr el vuelo. Asimismo, también puede levitar a otros con señalarlos. Se encontró dentro de un escudo de oro dentro de un castillo en ruinas. Primer talismán en ser encontrado.
- Perro: Poder de la juventud e inmortalidad. "El perro es el mejor amigo del hombre, restaura la energía juvenil y subvenciona la vida eterna", y puede retrasar los efectos del envejecimiento (el poseedor no rejuvenece, aunque se sienta como si esto le sucediera) y lo hace casi invulnerable aunque sufra daño no muere. Encontrado en una pared de un molino de viento neerlandés. Décimo talismán encontrado.
- Cerdo o Chancho: Poder de la visión de calor. Le permite al poseedor expulsar poderosos rayos de energía calorífica inflarroja de sus ojos. Encontrado en un cerdo mecánico de una torre reloj con címbalos de Baviera. Penúltimo talismán encontrado.

Nota: Los talismanes parecen no ser ni de magia blanca ni de magia negra ya que se pueden utilizar tanto para el bien como para el mal, y algunos también pueden combinarse para mejorar los poderes, por ejemplo si se combina el talismán del gallo y del conejo se puede volar a super velocidad o el perro y el caballo para que el poseedor no se pueda morir y sanar cualquier daño.

### Magia Chi
En el universo de Las Aventuras de Jackie Chan, varios personajes pueden utilizar una forma de magia utilizando la energía chi. La magia Chi implica el uso de pociones, objetos mágicos y conjuros. A continuación se presentan algunos de los conjuros Chi que han sido utilizados en toda la serie. Cada asistente por lo general utiliza el mismo conjuro, pero se puede lograr muchos efectos diferentes, que van desde expulsar los demonios hasta convertir a los seres vivos en piedra.
- Yu Mo Gui Gwai Fai Di zao — El principal encantamiento del bien de la serie, este hechizo se utiliza con más frecuencia por el Tío. Se utiliza para múltiples fines, entre ellos: desterrar a Shendu del cuerpo de Jade, volver a los Brujos Demon a la Netherworld, convertir a Shendu en piedra, y extraer el Demonio Chi de los brujos demonio. El hechizo es en realidad cantonés para "espíritus, demonios, fantasmas y monstruos desaparecen rápidamente" 妖魔鬼怪快哋走.
- Lai Sui Sai — El hechizo utilizado por Bai Tza durante su intento de inundación de San Francisco. Es posiblemente 'Lai Shui Zai (来水灾)' en chino. Significa 'se producen, las inundaciones "o" Ven, las inundaciones" si hay una coma entre '来' y '水'. El círculo de hechizo que las necesidades de este hechizo tiene un '水' en el medio de ella, en chino, que significa "agua".
- Kuai Kuai Qi Lai — Encantamiento utilizado por Shendu (en el cuerpo de Jackie) para abrir el portal a la Reserva de los siglos. En mandarín, 快快起来 significa literalmente "rápidamente rápidamente de pie".
- Nukeru, He Men Jaaku — El hechizo japonés usado para la eliminación de Máscaras Oni. También se usa para encarcelar a Tarakudo en su máscara de Oni. Se puede traducir como "¡Sal, maleficio." 抜ける,経面邪悪 La "palabra Oni" se refiere al fantasma en japonés, mientras que algunos fantasmas japoneses parecen ogros. Eso explica la apariencia general de Tarakudo y su Oni.
- Ya Gaa Mee Lu, Ya Gaa Mee Chi-Wah... — encantamiento Drago, que se utiliza para absorber Demon Chi y causar destrucción.
- Mee-Thana Chi. Mee-Chi-Chi thana — Chant Tohru la utiliza para tratar de emboscar a la absorción de Drago de la Demon Chi.
- BU yiqie Shun Zhu Li — conjuro de la ISO, utilizados para el mal conjuros chi. Es '祝一切不顺利' en chino, que significa "deseo que pierda todo."
- Xia Xu — encantamiento utilizado por Jade por un tiempo reducido.
- Kwai Jeong — encantamiento utilizado por el Tío de invertir el hechizo reductor de Jade. En Chino significa literalmente crecer rápido o crecer rápidamente)
- Gan Ran Chui — hechizo para convocar a los tres guerreros oscuros chi

Un hechizo no-chi llamado Ex Metu Veres que la del Magíster utilizan cuando robaron Stonehenge también fue invocado. Ni chinos, ni de ninguna relevancia a la magia Chi. Latín: "Por miedo, la verdad." Este hechizo parece tener la misma versatilidad que otras formas de magia. Los encantamientos Daolon Wong —como la actual— son indescifrables.